# Anthony Atala
Anthony Atala (14 luglio 1958) è un chirurgo e bioingegnere peruviano naturalizzato statunitense, professore di Urologia, direttore dell'Wake Forest Institute for Regenerative Medicine e capodipartimento di Urologia alla Wake Forest School of Medicine. La sua ricerca si focalizza sulla medicina rigenerativa e sugli organi stampabili in tre dimensioni.

## Biografia
Nato in Perù, Anthony Atala frequentò l'Università di Miami, dove ottenne il Bachelor's degree in Psicologia e l'Università di Louisville dove si specializzò in Urologia. Dal 1990 al 1992 Atala fece tirocinio all'Harvard School of Medicine.
Atala fu direttore del laboratorio di Ingegneria Tissutale e Terapia Cellulare al Boston's Children Hospital. Nel 2004 Atala passò al Wake Forest Baptist Medical Center e alla Wake Forest School of Medicine, dove si dedica al campo della medicina rigenerativa.
Atala è curatore di 25 libri e tre riviste. Ha pubblicato oltre ottocento pubblicazioni scientifiche e ha ricevuto oltre duecento riconoscimenti a livello internazionale.